# Шырлан
Шырлан — село в Шушинском районе Азербайджана, является центром Шырланского сельского административно-территориального округа.

## Этимология
Название села переводится как журчание реки, водопада.

## География
Село Шырлан является центром Шырланского сельского административно-территориального округа Шушинского района Азербайджана, при этом в состав этого сельского административно-территориального округа входят также и сёла Агбулаг, Джамилляр, Чайкенд, Иманлар, Мемишляр, Пашалар, Турабхан.
Село расположено навысоте 1700-1800 м над уровнем моря.
Село славилось своими долгожителями, прожившими более 100 и более 90 лет.

## История
Постановлением Верховного Совета Азербайджанской Республики от 7 февраля 1991 года № 54-XII из состава Ханалинского сельского Совета Шушинского района были выделены сёла Шырлан, Чайкенд, Пашалар, Мемишляр, Джамилляр, и в составе Шушинского района был создан Шырланский сельский совет с центром в селе Шырлан.